# Kaarsvlam

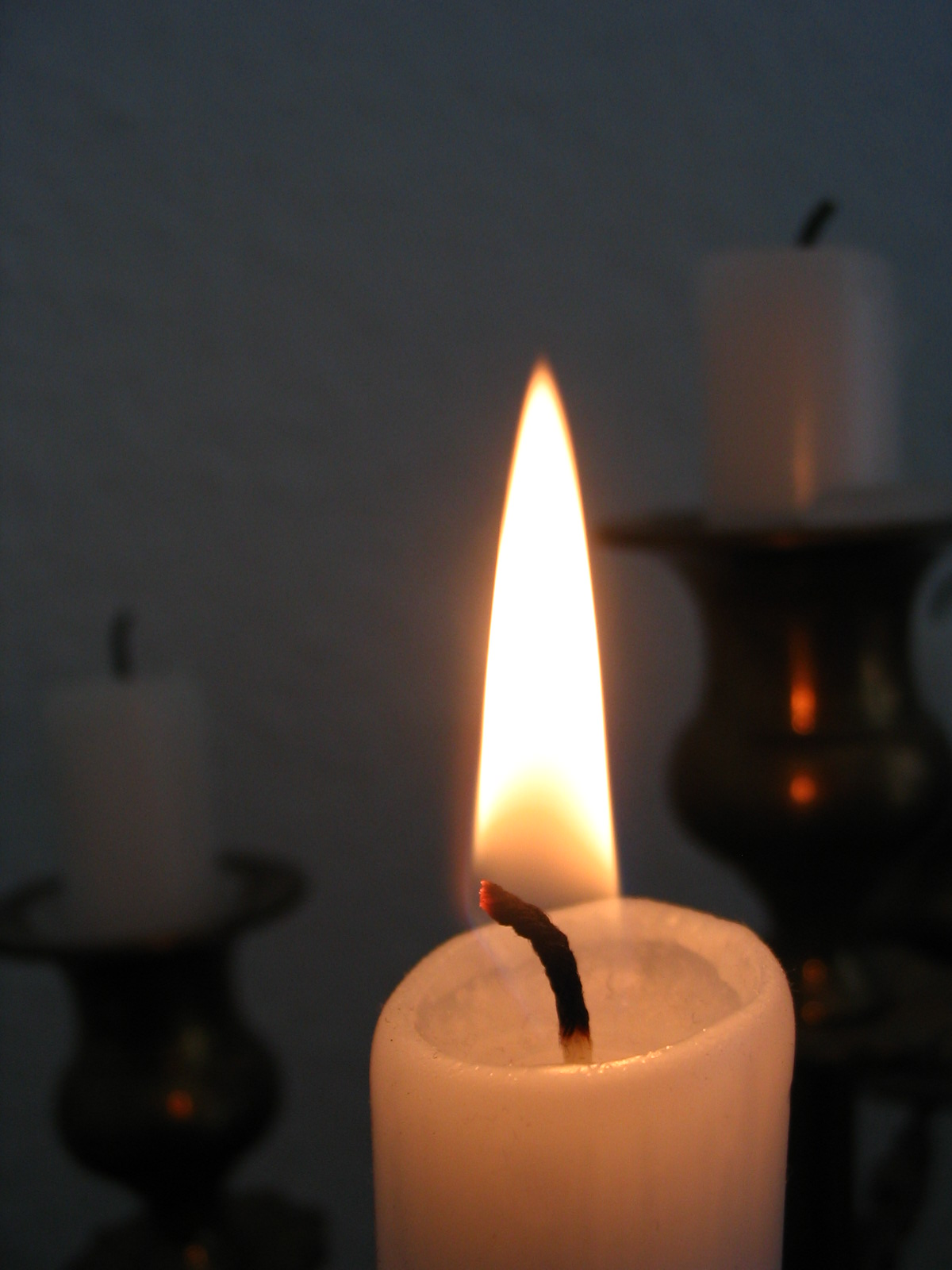
Een kaarsvlam met duidelijk zichtbaar kommetje

Een kaarsvlam is een open vuur dat ontstaat door de verbranding van het kaarsvet in de pit van een kaars. Het kaarsvet kan bestaan uit stearine, paraffine, uit een mengsel van deze beide, of uit bijenwas. Een geurkaars en een waxinelichtje leveren ook een kaarsvlam, evenals een fakkel. De vlam van een olielamp komt met de kaarsvlam overeen. De pit levert de olie uit een reservoir aan de vlam. Ook de vlam van een petroleumstel komt met de kaarsvlam overeen. 

## Het ontstaan van een kaarsvlam
Een kaarsvlam wordt aangestoken door met een vlam van een lucifer, aansteker of een andere kaars de pit zodanig te verhitten dat het daarin aanwezige kaarsvet ontbrandt. Door de warmte van deze vlam zal het bovenste kaarsvet direct onder de pit gaan smelten. Het gesmolten kaarsvet verzamelt zich onder de vlam in de vorm van een kommetje. Het vloeibare vet loopt bij goede kaarsen niet langs de kaars naar beneden; de rand van de kaars fungeert als een cirkelvormig dijkje. De verklaring voor de vorming van het dijkje is, dat de afstand tot de vlam het grootst is en de aangezogen lucht met daarin de zuurstof die nodig is voor het branden van de kaars, koel is en zo de rand van de kaars koel en dus stevig houdt. Beschadiging van de rand kan leiden tot het leeglopen van het kommetje. 
Het vloeibare kaarsvet in het kommetje wordt door de pit opgezogen tot in de top van de pit. Het opzuigen en transporteren van het vloeibare vet berust op de capillaire werking van de pit. De vloeistof stijgt in de pit omhoog en wordt dicht in de buurt van de vlam zo sterk verhit dat ze verdampt. Deze kaarsvetdamp zal onder invloed van de warmte ontleden in gasvormige koolwaterstoffen, die vervolgens ontbranden. 
Een stukje van de pit tussen het vloeibare kaarsvet en de vlam brandt niet. De vlam en het vloeibare kaarsvet in het kommetje blijven zo steeds van elkaar gescheiden. Het nog relatief warme vloeibare vet in dit gedeelte van de pit dooft de vlam, deze kan ook niet in het kommetje slaan, want vloeibaar kaarsvet brandt niet. Eerst zal de vloeistof in gasvorm omgezet moeten worden, voordat ze kan branden en daarvoor is warmte nodig (verdampingswarmte). Er ontstaat zo een evenwicht tussen de opgewekte warmte en het vaste gedeelte van de kaars. Hoe moeilijker de warmte weg kan stromen, hoe meer kaarsvet er zal smelten. In het bakje van een waxinelichtje kan na een tijd alle kaarsvet zijn gesmolten. In een kaars met grote diameter kan een flinke kom met vloeibaar kaarsvet ontstaan.

## De vlam ontleed

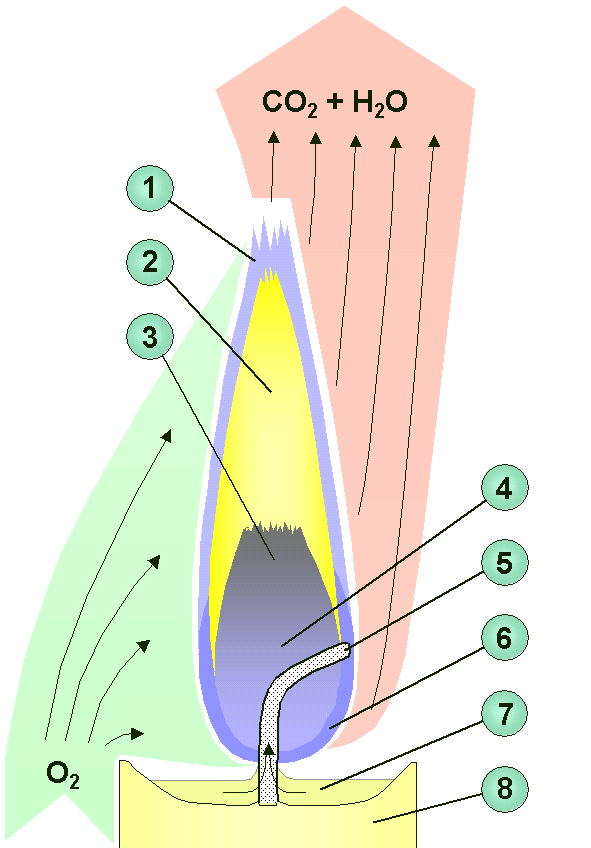
Kaarsvlam, 1: vlammantel, 2: lichtgevende gele zone, 3: donkere zone, 4: lichtgevende blauwe zone, 5: pit, 6: verdampingszone, 7: vloeibaar kaarsvet, 8: vast kaarsvet

In de vlam vinden per zone verschillende natuurkundige en chemische processen plaats, wat zich onder meer uit in verschillen in kleur en temperatuur per zone (zie afbeelding): 
1. Aan de buitenzijde bevindt zich een 'onzichtbare' vlammantel. In werkelijkheid is de vlammantel niet onzichtbaar, maar de kleur van deze zone van de vlam heeft een geringe lichtsterkte ten opzichte van de intense gele kleur. In de vlammantel vindt door de overvloed aan zuurstof volledige verbranding plaats tot koolstofdioxide en waterdamp. In deze zone is de temperatuur het hoogst: ca 1400°C. Hier vindt het grootste gedeelte van de ionisatie plaats.
2. De gele lichtgevende zone bevindt zich boven de donkere zone (3). In deze zone vindt het grootste gedeelte van de ontleding van de gassen plaats. Hierbij ontstaat tevens vrije koolstof. De gloeiende koolstofdeeltjes geven de vlam haar typische gele kleur. Bij plotseling afkoelen op een voorwerp zouden ze zich groeperen en als roet afscheiden. In de gele lichtgevende zone is de temperatuur van de vlam ongeveer 1200°C. De kaars dankt haar toepassing als lichtbron  aan de onvolledige verbranding van het kaarsvet in deze zone.
3. In de donkere zone in het midden van de vlam boven de pit bevinden zich de kraakgassen (koolwaterstoffen), koolstofdioxide, koolstofmonoxide, een beetje zuurstof en vrij veel stikstof, die in de zone hieronder ontstaan. Deze donkere kern van de vlam heeft de laagste temperatuur omdat hier de gasvorming al wel, maar de ontbranding nog niet plaatsvindt. Hier is het 800-1000°C, de temperatuur is gedaald tijdens het ontstaan van de gassen.
4. De lichtgevend blauwe zone bevindt zich aan de basis van de vlam, onder de gekromde pit en reikt omhoog tot even boven de pit. In deze zone is de meeste zuurstof beschikbaar voor verbranding. Hier vindt de pyrolyse (het kraakproces) én een gedeelte van de (volledige) verbranding plaats. De temperatuur in deze zone bedraagt 1200 - 1400°C.
5. De pit wordt gevlochten van gebleekte of ongebleekte katoenen garens, variërend van 4 tot 45 draden. Het vlechten vindt zodanig plaats dat de pit tijdens het branden naar één kant ombuigt en daardoor in de buitenste zone van de vlam verbrandt en zo op lengte wordt gehouden. Niet alleen is het van belang dat de pit gebogen brandt, ook gaat het om de snelheid, waarmee de pit brandt ten opzichte van de stearine of de was. Om te snel branden van de pit te voorkomen wordt deze behandeld met een brandvertragend mengsel van zouten. Deze zouten gaan het nagloeien van de pit tegen doordat zij deze afsluiten van de lucht. Verder dient de pit het kaarsvet goed op te kunnen zuigen.
6. Niet-lichtgevende zone waar het kaarsvet verdampt.
7. Gesmolten kaarsvet dat in de pit (5) wordt opgezogen. Deze vloeistof verbruikt veel warmte, waardoor een buffer ontstaat tussen vlam en het vaste kaarsvet.
8. Het vaste kaarsvet van de kaars, wat bovenaan een kommetje vormt waarin het gesmolten kaarsvet (7) blijft staan.

De lucht met de voor de verbranding benodigde zuurstof wordt voornamelijk van onder aangezogen, terwijl de gegenereerde gassen (waterdamp en koolstofdioxide)  met de warmte omhoog stromen. 

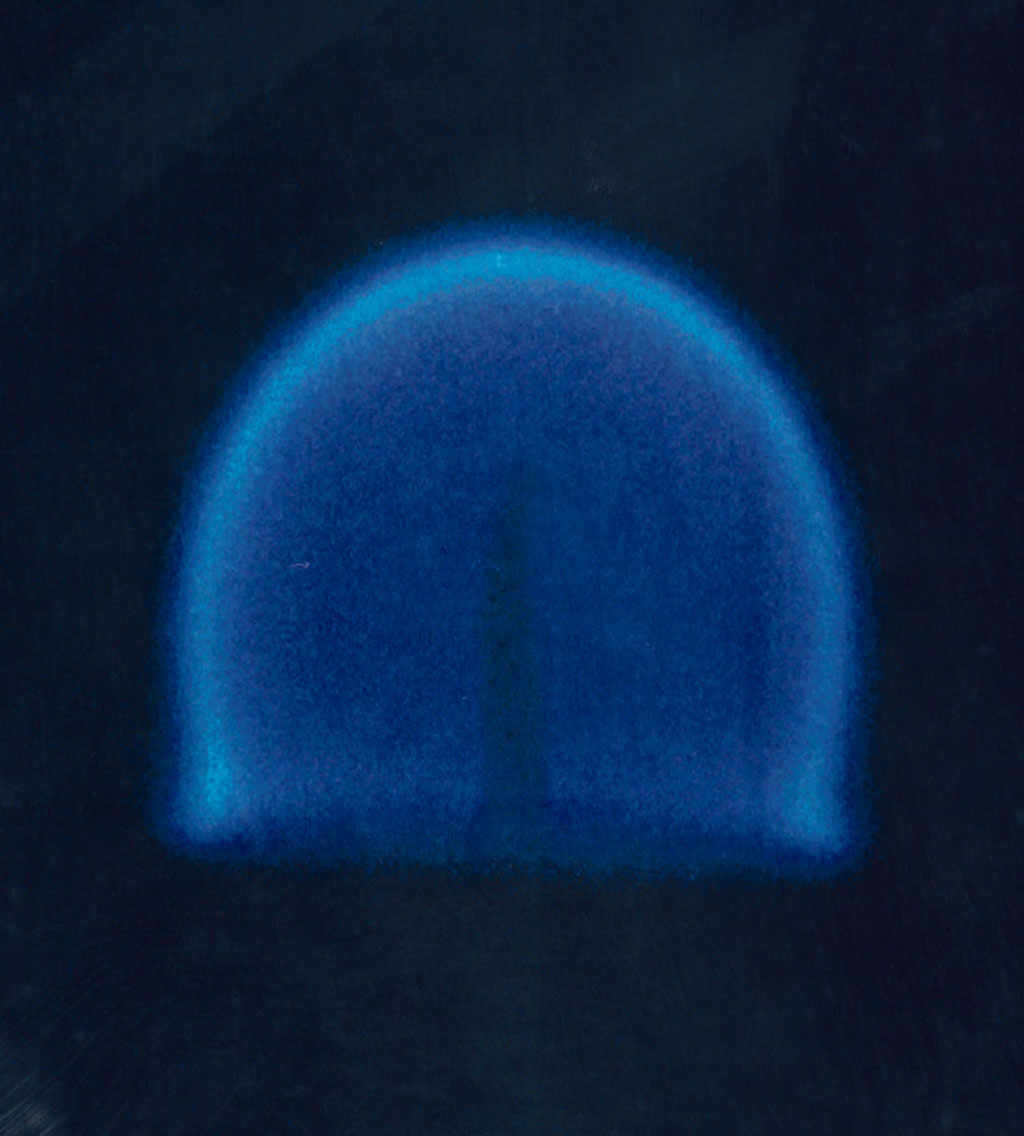
Kaarsvlam bij gewichtsloosheid

De vorm van de vlam is sterk afhankelijk van de zwaartekracht. Hoe groter de zwaartekracht, hoe hoger de vlam. Warme lucht stijgt op en koele lucht daalt. Door de vlam wordt van onder koude lucht aangezogen en warme lucht omhoog uitgestraald. De vlam rekt daardoor verticaal uit. Zonder zwaartekracht brandt een kaars zwakker en heeft de vlam een perfecte bolvorm. De kleur is dan blauw en de temperatuur is hoger. De gele zone verdwijnt aangezien de vlam niet door verticaal opstijgende lucht wordt uitgerekt en afgekoeld.
Van sommige kaarsen moet de pit regelmatig worden afgeknipt omdat de vlam deze onvoldoende verbrandt. Als de pit te lang is kan de vlam te groot worden en sterk gaan roeten, waardoor er zwarte verkleuring in het interieur op kan treden.
Als veel theelichtjes dicht opeen branden, bereikt het waxine al snel het smeltpunt van 60 graden, waarbij de waxine vloeibaar wordt. Als de temperatuur oploopt tot 370 graden Celsius, wordt het waxine gasvormig en kunnen grote steekvlammen ontstaan.
Als in de pit van een kaars magnesium wordt verwerkt ontstaat een 'magische' kaars die na uitblazen van de vlam spontaan een nieuwe vormt. Het 'geheim' is dat het magnesium door de opgeslagen warmte de nog uit de pit ontsnappende brandbare gassen kan ontsteken. Deze gassen zijn bij een normale kaars overigens te ontsteken zonder de pit met de vlam te raken. Alleen onderdompelen van de pit in water zal de vlam doven tot deze langs normale weg weer wordt ontstoken.
Na het uitblazen van een kaars zal het al verdampte kaarsvet weer condenseren, dit is waar te nemen aan een witte walm die omhoog  kringelt. Deze condensatie veroorzaakt een typische, penetrante geur, die door velen als onaangenaam wordt beschouwd. Deze geur komt niet vrij bij het doven van een kaars gemaakt van bijenwas.